# Velinatura

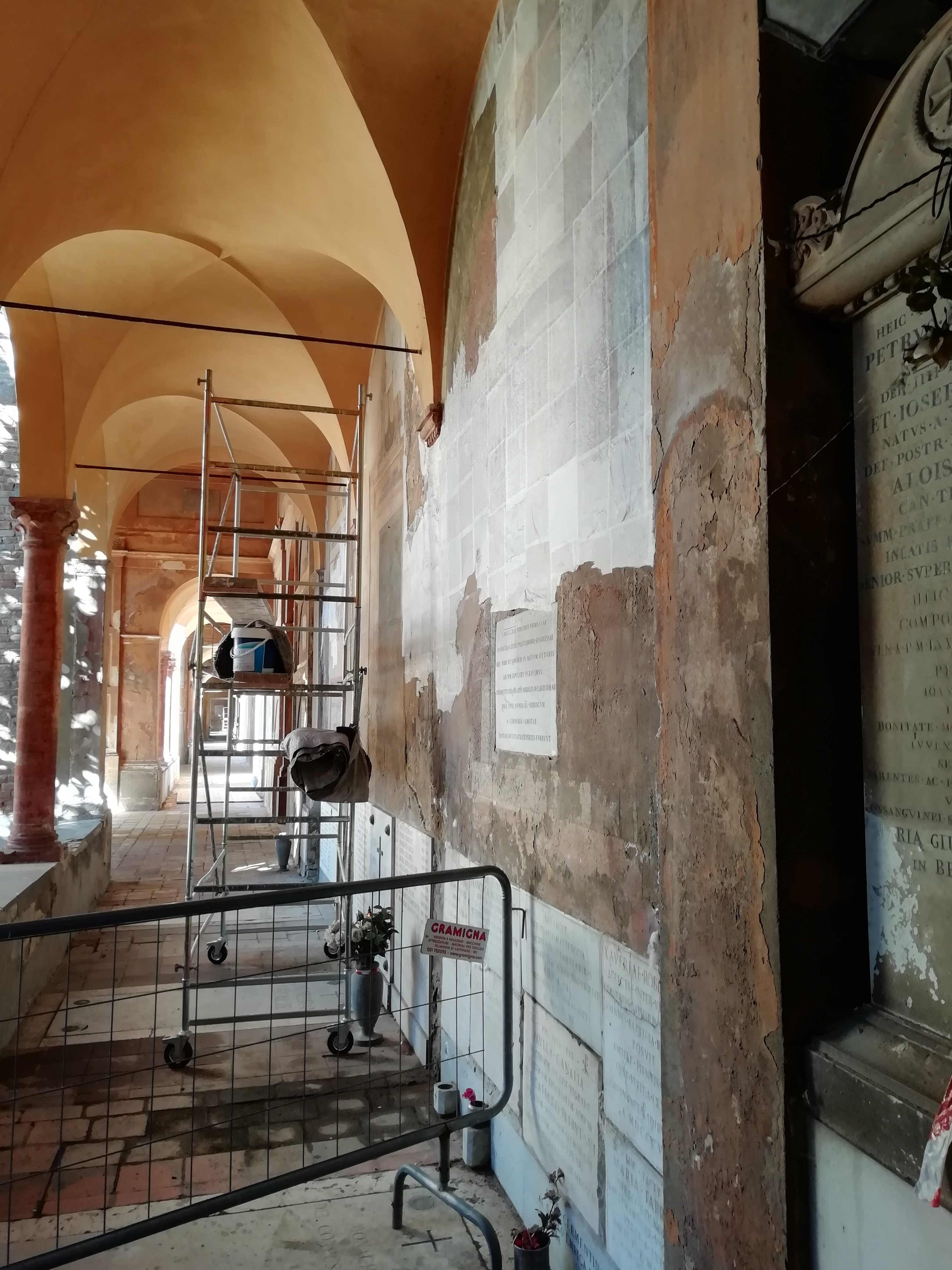
Restauro di alcuni dipinti a tempera nel Cimitero monumentale della Certosa di Bologna.

La velinatura è una tecnica del restauro dei dipinti: si tratta di un'operazione che il restauratore esegue quando si trova in presenza di sollevamenti di colore molto gravi, o comunque di scarsa adesione di quest'ultimo al supporto. L'intervento viene eseguito con carta velina o carta giapponese e colletta a base di colla d'ossa o di coniglio (o altri adesivi a seconda delle caratteristiche del dipinto). La formula della colletta in uso per i dipinti ad olio su tela è costituita da vari elementi (melassa, fiele di bue, aceto e colla d'ossa) in proporzioni idonee. Questa operazione è fondamentale per proteggere e mettere insicurezza il film pittorico permettendo gli interventi successivi di consolidamento della pellicola pittorica. La carta velina o giapponese viene rimossa tramite acqua calda con una spugna naturale a lavoro ultimato. 

## Altrivelina o  progetti
- Wikimedia Commons contiene immagini o altri file su velinaturaeie

rimossa

## enti esterni
- Paola Alba e Antonio Iaccarino Idelson, Protezione o consolidamento? La velinatura tra tradizione e innovazione, in Guido Biscontin e Guido Driussi (a cura di), Eresia ed ortodossia nel restauro : progetti e realizzazioni, Marghera, Arcadia ricerche, 2016, ISBN 978-88-95409-20-7.tturale